# マルセロ・シルバ
マルセロ・アンドレス・シルバ・フェルナンデス（Marcelo Andrés Silva Fernández, 1989年3月21日 - ）は、ウルグアイ・メルセデス出身のサッカー選手。ポジションはディフェンダー(CB)。

## 経歴
2009年にウルグアイのダヌービオFCでプロデビューを果たすが、その1年後に当時21歳でスペイン・リーガ・エスパニョーラのUDアルメリアへ移籍した。2012年には母国ウルグアイのCAペニャロールにレンタル移籍。という形で、
2014年8月、セグンダ・ディビシオンのUDラス・パルマスに移籍することが発表された。
2015年7月22日、1年契約でレアル・バリャドリードに移籍した。
2016年7月16日、1年契約でレアル・サラゴサに移籍した。
2017年7月3日、メジャーリーグサッカーのレアル・ソルトレイクに移籍した。